# So Kwan-hui
 (septembre 2020).
Pour les articles homonymes, voir Seo.
So Kwan-hui — ou Seo Gwan-hee (en coréen : 서관희), né en 1926 et mort en 1997, est un homme politique nord-coréen. Il a été ministre de l'agriculture en Corée du Nord.
En 1997, il est accusé d'espionnage pour le compte du gouvernement américain et d'avoir conduit à la famine en Corée du Nord par un sabotage délibéré de l'agriculture du pays. En conséquence, il est exécuté par un peloton d'exécution public par le gouvernement nord-coréen.